# J’den Cox
J’den Michael Tbory Cox (ur. 3 marca 1995) – amerykański zapaśnik walczący w stylu wolnym. Brązowy medalista olimpijski z Rio de Janeiro 2016 w kategorii 86 kg.
Mistrz świata w 2018 i 2019; drugi w 2022; trzeci w 2017 i 2021. Triumfator mistrzostw panamerykańskich w 2019 i 2022. Pierwszy w Pucharze Świata w 2018 i czwarty w 2016 roku.
Zawodnik David H. Hickman High School z Columbia i University of Missouri. Cztery razy All-American w NCAA Division I; pierwszy w 2014, 2016 i 2017; piąty w 2015 roku.